# 陸東成
陸東成，香港福音男歌手。2024年，參加《中年好聲音3》贏得第15名。並簽約成為 TVB music group TMG 歌手藝人

## 演藝歷程
2000年10月，陸東成參加英皇娛樂舉辦的「英皇超新星大賽」而入行，雖未晉身三甲但獲得英皇簽約為旗下歌手 。
2001年，被安排與「英皇超新星大賽」冠軍鍾兆康、謝秉翰一同灌錄新歌《你想要甚麼》，並收錄於《英皇盛世 Vol.5》合輯，惟之後未有其他安排，最後於2002年提前解約，此後亦未有其歌唱消息。
2009年，成為基督徒，開始參與一些教內歌唱活動。
2012年，獲得主唱福音電影《毒海遇上愛》同名主題曲及出版的機會，是其首隻個人錄音室單曲。
2015年，參與灌錄一首福音歌曲《我的主活著》，並收錄於《玻璃海》粵語敬拜專輯出版。
2016年，陸東成被音樂人陳思捷邀請，再加上另一位音樂人陸偉峰組成了「Emmanuel」樂隊，由他擔任主音 。2017年1月，「Emmanuel」推出了首張福音歌曲專輯《Matt633》，當中收錄了四首由陸東成獨唱的原創歌曲，包括主打歌《我選擇信 （页面存档备份，存于）》；此外，同月亦於浸會大學會堂舉行了一場名為《Mad Show》的音樂會，也是他首次以歌手身份演出的大型音樂會。
2019年，以Emmanuel名義參與《Lost & Found失物園無間斷音樂節》演出。
2021年，以個人身份參與《逆流移上原創歌曲音樂分享會》，負責現場演繹入選原創歌曲《哈巴谷的疑問 （页面存档备份，存于）》，隨後官方在YouTube發佈了該歌曲視頻。
2024年，參加電視台歌唱比賽《中年好聲音3》。

## 音樂作品

### 單曲
- 2001年：《你想要甚麼 （页面存档备份，存于）》(與鍾兆康、謝秉翰合唱)（收錄於《英皇盛世 Vol.5》合輯）
- 2012年：《毒海遇上愛 （页面存档备份，存于）》(福音電影《毒海遇上愛》主題曲)（收錄於《毒海遇上愛》原聲專輯》）
- 2015年：《我的主活著 （页面存档备份，存于）》（收錄於《玻璃海》敬拜專輯》）
- 2015年：《信 （页面存档备份，存于）》

### 專輯
- Emmanuel名義:

| # | 專輯名稱 | 專輯類型 | 發行公司 | 發行日期      | 曲目 |
| - | -------- | -------- | -------- | ------------- | --- |
| 1 | Matt 633 | 大碟     | 歌林音樂 | 2017年1月20日 | 曲目 1. 馬太福音6'33" 2. 主禱文 3. 如果你在看著我 4. 一隻小羊 5. 我選擇信 6. 我愛袮比這些更深麼 7. 再說謝謝 8. 主禱文 (Piano Solo) 9. 再說謝謝 (Piano Solo) 10. 如果你在看著我 (Piano Solo) |

## 音樂會
- 2017年：《Mad Show》
- 2019年：《Lost & Found失物園無間斷音樂節》
- 2021年：《逆流移上原創歌曲音樂分享會》

## 資料來源
1. ↑  “英皇超新星大賽”金獎得主評出 （页面存档备份，存于） 新浪香港[2000-10-23]
2. ↑  英皇三超新星誕生 （页面存档备份，存于） 文匯報[2000-10-23]
3. ↑  . 太陽報. 2002-07-30  [2021-09-10]. （原始内容存档于2019-09-17）.
4. ↑  《玻璃海》粵語敬拜專輯 （页面存档备份，存于） WorshipNations
5. ↑  打死不離三弟兄 （页面存档备份，存于） 星島日報[2017-07-11]
6. ↑  東成西就 恩典處處 （页面存档备份，存于） 東方日報[2017-12-13]
7. ↑  Emmanuel "Mad Show"2017 （页面存档备份，存于） timable[2017]
8. ↑  2021逆流移上原創歌曲音樂分享會 （页面存档备份，存于）真証傳播 [2021-08-27]

## 外部連結
- 陸東成的Facebook專頁